# Anaktuvuk Pass
Anaktuvuk Pass – miasto w okręgu North Slope na Alasce. Ulokowane jest na północnym krańcu gór Brooksa pomiędzy rzekami Anaktuvuk i John.   

## Historia
Nazwa miasta pochodzi od płynącej w pobliżu rzeki Anaktuvuk, która w języku miejscowych Inuitów oznacza „miejsce odchodów reniferów”.
Początkowo tereny leżące w głębi północnej Alaski zajmowane były przez koczownicze plemię Inupiatów zwane Nunamiut, które utrzymywało się z polowań na renifery. Pozostali zamieszkiwali wybrzeże. Pomiędzy obiema grupami przez dłuższy czas utrzymywał się handel, jednak w wyniku zmniejszenia się populacji reniferów na początku XX wieku, spora część Nunamiutów przeniosła się na wybrzeże. W 1938 roku kilka rodzin postanowiło powrócić w rejon Tulugak i rzeki Killik. W 1949 r. grupa z Tulugak przeniosła się do Anaktuvuk Pass (później dołączyła do nich także grupa znad rzeki).
Osada w krótkim czasie zaczęła się rozwijać i przyciągać Nunamiutów z wielu innych miejsc. W 1959 roku miejscowość uzyskała status miasta, a w 1966 r. zbudowano pierwszy prezbiteriański kościół. W maju 1951 roku otworzono urząd pocztowy, który w 2009 r. został uznany za najbardziej odizolowany w Stanach Zjednoczonych.

## Demografia
Według spisu ludności z 2000 r. miasto liczyło 282 mieszkańców, 84 gospodarstwa domowe i 57 rodzin. Gęstość zaludnienia wyniosła 22,5 osób na km². Rdzenni mieszkańcy stanowili 87,59 procent, biali 9,57, afroamerykanie 1,42, a pozostali 1,42 procent.
Dzieci poniżej osiemnastego roku życia stanowiły 38,7 procent populacji, osoby od 18 do 24 roku życia 10,6%, od 25 do 44 lat – 28,4%, od 45 do 64 – 17,4%, a osoby powyżej 65 lat – 5,0%. Średni wiek wyniósł 26 lat, a na każde 100 kobiet przypadało 107 mężczyzn.
Średni dochód gospodarstw domowych wyniósł 52 500 dolarów, a średni dochód rodzin 56 250 dolarów. Około 4 procent mieszkańców żyło poniżej granicy ubóstwa.